# Abu Roasch
Koordinaten: 30° 2′ N, 31° 5′ O

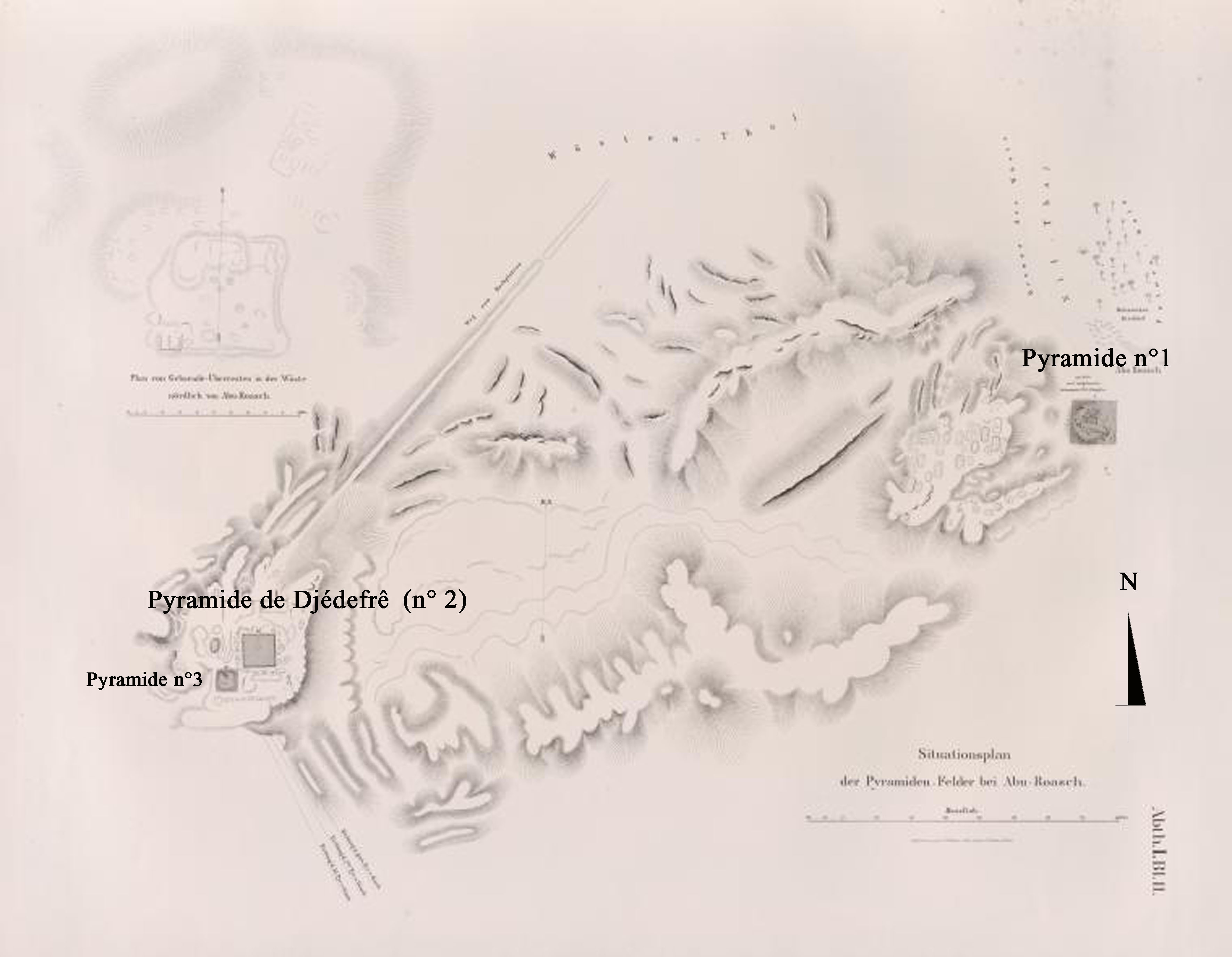
Karte von Abu Roasch der Lepsius-Expedition (1842)

Abu Roasch (auch Abu Rawash oder Abu Rowasch; arabisch أبو رواش, DMG Abū Rawāš) ist ein Dorf in Unterägypten unweit der ägyptischen Hauptstadt Kairo. Bekannt ist der Ort wegen der nahegelegenen altägyptischen Nekropolen.

## Bauwerke
Am südlichen Ortsrand befindet sich ein großes Lehmziegelbauwerk, die sogenannte Lepsius-I-Pyramide. Sie konnte weder einem Pharao eindeutig zugeordnet werden, noch ist klar, ob es sich wirklich um die Überreste einer Pyramide handelt. In der Mitte des 19. Jahrhunderts waren noch 17 m hohe Mauern erhalten, die heute jedoch bis auf den natürlichen Felskern mit der Grabkammer weitgehend verschwunden sind. Die zerfallenen Lehmziegel, die im arabischen Sebach genannt werden, wurden von den Bauern für den Ausbau des Dorfes Abu Roasch verwendet und als Dünger auf die Felder gebracht.
2 km westlich des Ortes und etwa 8 km nordwestlich der Pyramiden von Gizeh am östlichen Rand der Wüste erhebt sich ein Felsplateau etwa 130 m über die Niltalebene. Hier befindet sich das nördlichste Gräberfeld von Memphis mit der Pyramide des Cheops-Nachfolgers Radjedef (Djedefre) und Gräbern seiner Beamten. Die Radjedef-Pyramide wurde aus Kalkstein errichtet und ist noch vom Nil aus zu sehen. Es ist unklar, wie weit sie fertiggestellt wurde. Heute sind die stark zerstörten Ruinen nur noch 11 m hoch. Im Pyramidenkomplex befinden sich auch die Überreste je einer Kult- und einer Königinnenpyramide. Im Umfeld des Pyramidenbezirks wurden zahlreiche Statuen des Königs sowie eine der ältesten Sphinx-Statuen gefunden.

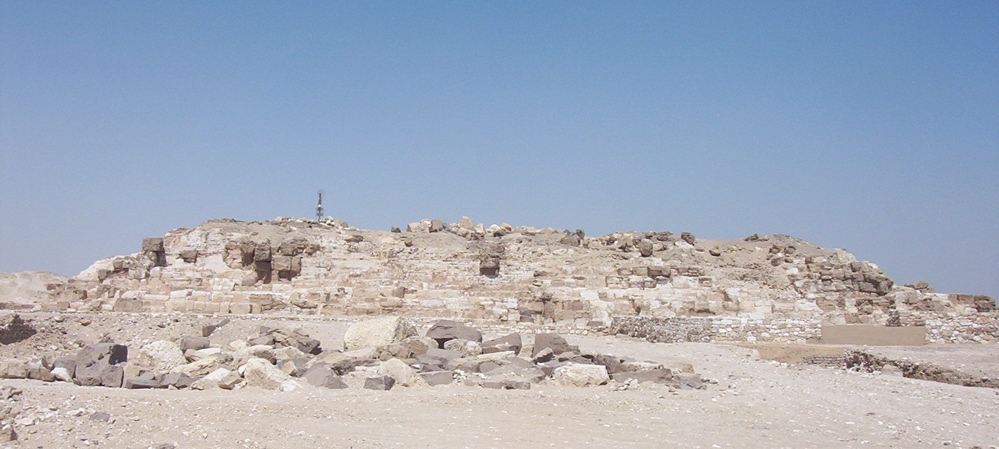
Reste der Radjedef-Pyramide
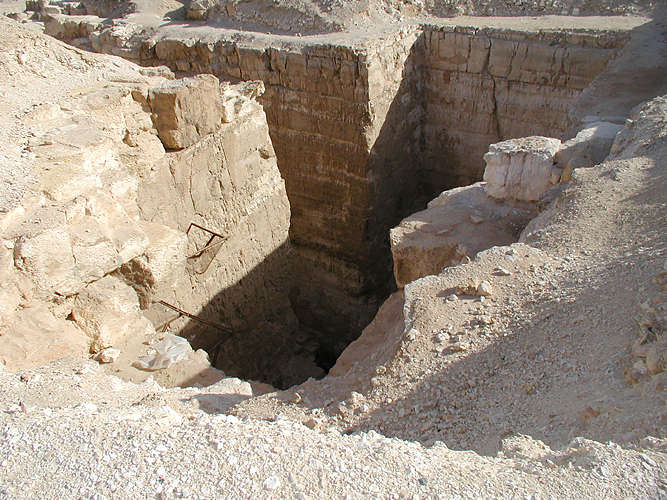
Ausschachtung der Grabkammer der Radjedef-Pyramide
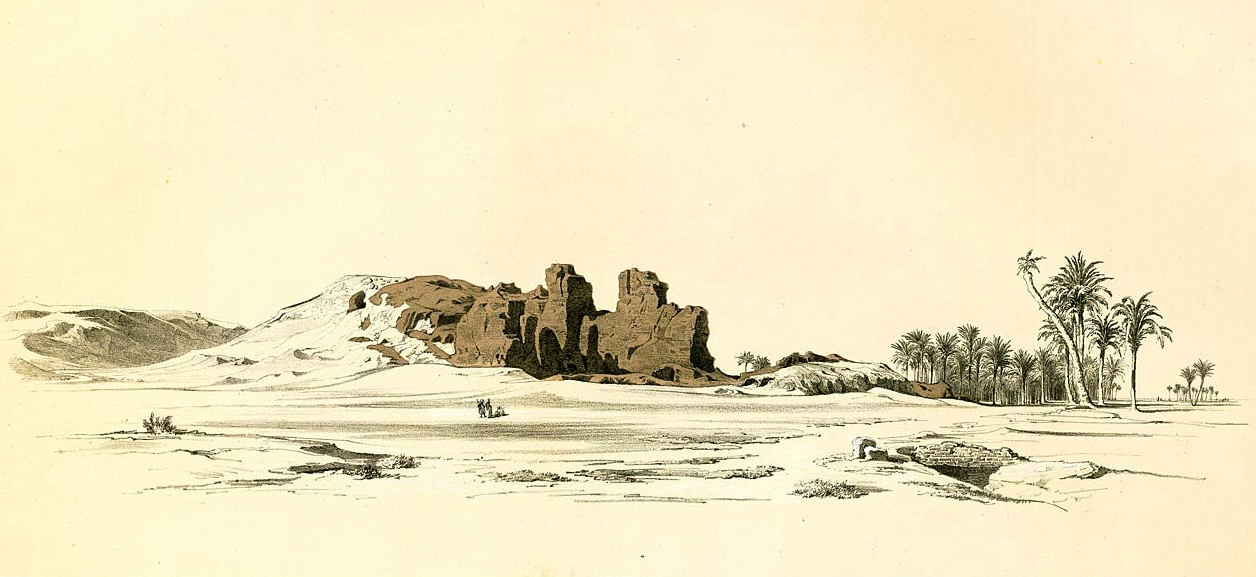
Darstellung der Ruine der Lepsius-I-Pyramide (1842)

Etwa 1,5 km östlich der Radjedef-Pyramide liegt oberhalb des Dorfes auf einem Vorsprung des Wüstenplateaus eine Nekropole mit großen Mastabas des Alten Reiches. Weiter südlich, auf einem Felsenrücken befinden sich Gräber der 1. bis 4. Dynastie.